# Semostrus tarsalis
Semostrus tarsalis – gatunek kosarza z podrzędu Laniatores i rodziny Manaosbiidae. Jedyny znany przedstawiciel monotypowego rodzaju Semostrus.

## Występowanie
Gatunek wykazany z Kolumbii.